# 卡勒姆·賴利
卡勒姆·安东尼·賴利（英語：Callum Anthony Reilly，1993年10月3日—）是一名愛爾蘭足球運動員，司職中場，現時被效力的英格蘭足球全國聯賽北球會班伯里聯。

## 球會生涯
卡勒姆·賴利七歲時便加入伯明翰青訓系統，在2010年7月取得兩年獎學金留在球會青年軍。2012年1月，賴利被授予一隊球衣號碼，並入選英格蘭足總盃第三輪對狼隊的替補名單，但沒有上場。1月28日，足總盃第四輪作客對谢菲尔德联，賴利首次替球隊上場比賽，在80分鐘替補乔丹·穆茨上場，結果球隊以4-0晉級。
2012/13球季前，賴利簽下為期一年的職業合約，在10月出發前往米尔沃尔前被授予一隊球衣號碼。12月15日主場對水晶宮賽事，由於海登·穆林斯停賽和乔纳森·斯佩克特受傷，賴利以先發身份首次在英格兰足球联赛上場並踢滿90分鐘，球隊在2-0落後下追成平手。作客對哈德斯菲尔德賽事中，他打進首顆職業進球，但在半場因傷換出，球隊以1-1戰平。2013年4月，球會延長賴利的合約一年，他首個職業球季共上場18次，並在季後簽下兩年新約。
2015年3月11日，賴利被伯明翰外借到英乙球會保顿艾尔宾至球季結束。

## 國家隊生涯
2013年12月6日，愛爾蘭U21首召徵召卡勒姆·賴利參加對荷蘭U21的友誼賽，並在賽事中首發上場，在64分鐘換出，愛爾蘭U21以3-0取勝。3月主場對葡萄牙的賽事，他第二次代表愛爾蘭U21上場並踢了上半場，最終以2-1落敗。

## 外部連結
- 足球数据库：卡勒姆·賴利的球员统计数据